# Robert Feulgen
Robert Feulgen ( * 2 de septiembre de 1884 - 24 de octubre de 1955 ) fue un químico y profesor alemán que, en 1914, desarrolló un método de tinción de ADN (ahora conocida como la tinción de Feulgen) y que también descubrió que el ADN se encuentra en los cromosomas.

## Fuente
- Erwin Dickhoff. Essener Köpfe: wer war was?, Bacht, Essen 1985 ISBN 3-87034-037-1
- Bibliografía relacionada con Robert Feulgen en el catálogo de la Biblioteca Nacional de Alemania.

- Datos: Q75837